# Brain Drain
Brain Drain es el título del undécimo álbum de la banda The Ramones, editado en 1989. Este es el último disco en el que participa Dee Dee Ramone y el primero en contar nuevamente con Marky Ramone luego de haber abandonado la banda después de Subterranean Jungle, también es el último álbum que la banda lanza con Sire Records.
Acerca de la realización del álbum, Dee Dee escribió en su autobiografía titulada "Lobotomy: Surviving The Ramones":
"Fue difícil grabar el álbum "Brain Drain" porque todo el mundo me tiraba mierda. Temía estar cerca de ellos y me alejaba - Yo ni siquiera termine grabando en el álbum. Todos en la banda tenían problemas, problemas con sus novias, problemas de dinero, problemas mentales."

## Canciones
"Palisades Park" es un cover, originalmente interpretado por Freddy Cannon en 1962.
"I Believe in Miracles" fue interpretada por Eddie Vedder y Zeke para el álbum tributo We're a Happy Family: A Tribute to the Ramones también es frecuentemente interpretada en directo por Pearl Jam.
Contiene el sencillo Pet Sematary escrito para la banda sonora de la película "Pet Sematary", basada en la novela Cementerio de animales de Stephen King. El sencillo se convirtió en uno de los mayores éxitos radiales de los Ramones, y un elemento básico en sus conciertos durante la década de 1990.
"Pet Sematary" es interpretado por la banda alemana de industrial metal, Rammstein fue colocado como lado-b del sencillo Ich will de 2001. La canción es realizada por Clawfinger. También fue interpretada por Plain White T's para la banda de sonido de Frankenweenie
"Pet Sematary" es el único video musical de "Brain Drain", y en el aparece Dee Dee Ramone tocando el bajo, en los videos de "I Believe In Miracles" y "Merry Christmas (I Don't Wanna Fight Tonight)" C. J. Ramone remplaza a Dee Dee.

## Lista de canciones
Lado uno

| Side one |                             |                                                      |          |  |
| N.º      | Título                      | Letras                                               | Duración |  |
| 1.       | «I Believe in Miracles»     | Dee Dee Ramone, Daniel Rey                           | 3:19     |  |
| 2.       | «Zero Zero UFO»             | Dee Dee Ramone, Daniel Rey                           | 2:25     |  |
| 3.       | «Don't Bust My Chops»       | Dee Dee Ramone, Joey Ramone, Daniel Rey              | 2:28     |  |
| 4.       | «Punishment Fits the Crime» | Dee Dee Ramone, Richie Stotts                        | 3:05     |  |
| 5.       | «All Screwed Up»            | Joey Ramone, Andy Shernoff, Marky Ramone, Daniel Rey | 3:59     |  |
| 6.       | «Palisades Park»            | Charles Barris                                       | 2:22     |  |

Lado dos

| Side two |                                                   |                                                         |          |  |
| N.º      | Título                                            | Letras                                                  | Duración |  |
| 7.       | «Pet Sematary»                                    | Dee Dee Ramone, Daniel Rey                              | 3:30     |  |
| 8.       | «Learn to Listen»                                 | Dee Dee Ramone, Johnny Ramone, Marky Ramone, Daniel Rey | 1:50     |  |
| 9.       | «Can't Get You Outta My Mind»                     | Joey Ramone                                             | 3:21     |  |
| 10.      | «Ignorance Is Bliss»                              | Joey Ramone, Andy Shernoff                              | 2:38     |  |
| 11.      | «Come Back, Baby»                                 | Joey Ramone                                             | 4:01     |  |
| 12.      | «Merry Christmas (I Don't Want to Fight Tonight)» | Joey Ramone                                             | 2:04     |  |

Captain Oi! relanzamiento en CD + bonus track

| Captain Oi! reissue CD bonus track |                                       |                            |          |  |
| N.º                                | Título                                | Letras                     | Duración |  |
| 13.                                | «Pet Sematary (Bill Laswell Version)» | Dee Dee Ramone, Daniel Rey | 3:35     |  |

## Personal
- Joey Ramone - Voz
- Johnny Ramone - Guitarra
- Dee Dee Ramone - Bajo, coros, vocalista líder en «Punishment Fits the  Crime”
- Marky Ramone - Batería

### Producción
- Jean Beauvoir - producción
- Bill Laswell - producción
- Daniel Rey - producción, coordinador musical
- Gary "Muddbone" Cooper - asistente de producción
- Mark Sidgwick - asistente de producción
- Nicky Skopelitis - asistente de producción
- Kim White - asistente de producción
- Robert Musso - ingeniero, mezcla
- Martin Bisi - asistente de ingeniería
- Oz Fritz - asistente de ingeniería
- Judy Kirschner - asistente de ingeniería
- Robbie Norris - asistente de ingeniería
- Jason Corsaro - mezcla
- Howard Weinberg - mastering
- George DuBose - arte, coordinación
- Matt Mahurin - arte

## Posicionamiento
Álbum - Billboard (Norteamérica)
| Año  | Listas            | Posición |
| ---- | ----------------- | -------- |
| 1989 | The Billboard 200 | 122      |

Sencillos - Billboard (Norteamérica)
| Año  | Sencillo       | Listas             | Posición |
| ---- | -------------- | ------------------ | -------- |
| 1989 | "Pet Sematary" | Modern Rock Tracks | 4        |